# Sy Koumbo Singa Gali
Sy Koumbo Singa Gali, née le 8 octobre 1961, est une journaliste tchadienne et une militante pour la liberté de la presse dans son pays.
Elle crée notamment un journal indépendant, L'Observateur, au début de 1997, dont elle devient directrice de publication.
Gali est condamnée les années suivantes à deux reprises à des peines de prison comme directrice de publication, la dernière fois en 2005.
Libérée, elle travaille ensuite pour l'Organisation des Nations unies.

## Biographie
Sy Koumbo Singa Gali naît le 8 octobre 1961 à N'Djamena, la capitale du Tchad, deuxième des seize enfants de parents originaires du sud du Tchad. Elle est élevée dans le quartier pauvre de Ridina, à N'Djamena. L'intérêt de Gali pour l'éducation est soutenu par ses deux parents. Elle mène des études primaires et secondaires dans sa ville natale. À l'âge de 18 ans, elle devient mère hors mariage, d'un homme qu'elle épouse ensuite puis dont elle divorce. Puis Sy Koumbo Singa Gali s'enfuit vers le sud à la suite de la guerre civile tchadienne qui se déclenche en février 1979.
Elle obtient finalement son baccalauréat en 1982 et trouve un emploi au ministère de l'information tchadien. C’est l’époque de la présidence d’Hissène Habré. En 1984, ayant obtenu une bourse, elle reprend des études à l'étranger ,au Canada, aux États-Unis, en France, puis au Sénégal,.
En décembre 1987, Gali est diplômée de l'École de journalisme de Dakar, le CESTI, et rentre dans son pays, au Tchad, le 8 janvier 1988. Elle redevient employée du ministère de l'Information. En décembre 1990, Hissène Habré est chassé du pouvoir par Idriss Déby. Hissène Habré a multiplié les exactions contre les droits humains. Par ailleurs, une insurrection djihadiste commence au Sahel qui procure de fait à la stabilité du régime d’Idriss Déby une importance nouvelle, pour le Tchad mais aussi pour les pays occidentaux. Ce régime d’Idriss Déby semble incarner un des rares remparts contre les djihadistes et semble également, à sa prise de pouvoir, favoriser, par rapport à celui d’Hissène Habré, un pluralisme accru. Le nouveau président promet en effet paix, unité, liberté, prospérité.
En 1993/1994, Sy Koumbo Singa Gali rejoint comme journaliste l'équipe d’un journal, Contact, avant de quitter cette équipe de rédaction quelques années plus tard pour créer son propre périodique, L'Observateur, début 1997,. Elle lance aussi  une version en ligne de ce journal. Ce journal acquiert de l’importance dans l’environnement médiatique au Tchad. Mais Idriss Déby s’accroche au pouvoir (il va y rester plus de trente ans) et son régime se montre de plus en plus sensible aux critiques et remet progressivement en place une chape de plomb sur les médias, en faisant pression sur les journalistes,. Elle est arrêtée une première fois en 1998 et purge une peine de dix jours de prison. En 2001, elle est élue présidente de l'association des éditeurs de la presse privée tchadienne et représentante de la coalition d'organisations non gouvernementales tchadienne, l’Organisation des Acteurs Non Étatiques du Tchad (OANET),.
Quatre ans plus tard, en 2005, elle est de nouveau arrêtée, à la suite de la parution d'une lettre critiquant Idriss Déby. Elle est condamnée cette fois à 12 mois de prison et à une amende de 100 000 Francs CFA en août 2005. Son emprisonnement déclenche de vives protestations de la part d'Amnesty International et d'autres groupes de défense des droits humains tchadiens ou internationaux,. Elle est libérée de prison par une cour d'appel le mois suivant, cette Cour invoquant pour expliquer cette décision des « irrégularités de procédure »,. Lorsqu'elle a été libérée, elle déclare aux journalistes : « Notre libération est-elle le signe d'une nouvelle ouverture ? Je ne sais pas. Cela reste à voir ».
Elle travaille ensuite pour les Nations unies en tant que volontaire et est chargée de l'information du public au sein de la mission de maintien de la paix de l'Organisation des Nations unies en République démocratique du Congo, la Monusco.